# Earl of Ruglen
Earl of Ruglen war ein erblicher britischer Adelstitel in der Peerage of Scotland.
Der Titel wurde am 14. April 1697 an Lord John Douglas-Hamilton, verliehen. Er war der vierte Sohn von William Douglas-Hamilton, 3. Duke of Hamilton, 1. Earl of Selkirk und seiner Frau Anne Hamilton, 3. Duchess of Hamilton. Zusammen mit dem Earlstitel wurden ihm die nachgeordneten Titeln Viscount of Riccartoun und Lord Hillhouse verliehen.
Der 1. Earl of Ruglen folgte 1739 als 3. Earl of Selkirk seinem verstorbenen älteren Bruder. Der älteste Sohn und letzter verbliebener Erbe des Earls of Selkirk and Ruglen, William Lord Daer, starb 1742. Zwei Jahre später starb schließlich auch sein Vater. Dadurch wanderte das Earldom Selkirk an seinen Großneffen Dunbar Douglas, 4. Earl of Selkirk, während die Grafschaft von Ruglen an seine Tochter Anne, die mit William Douglas, 2. Earl of March verheiratet war, fiel. Nach ihrem Tod 1748 ging der Titel an ihr einziges Kind William Douglas, 3. Earl of March. Dieser folgte seinem Onkel 2. Grades Charles Douglas, 3. Duke of Queensberry 1778 als 5. Marquess of Queensberry und 4. Duke of Queensberry.
Beim Tod William Douglas’, 4. Duke of Queensberry, 3. Earl of March und 3. Earl of Ruglen im Jahre 1810, erlosch der Titel Earl of Ruglen, während seine anderen Titel an die nächsten Verwandten vererbt wurden. Sein Großneffe 3. Grades (Francis Douglas, 8. Earl of Wemyss) wurde Earl of March, sein Neffe 4. Grades (Charles Douglas, 6. Marquess of Queensberry) Marquess of Queensberry und sein Neffe 3. Grades (Henry Scott, 3. Duke of Buccleuch) Duke of Queensberry.

## Liste der Earls of Ruglen (1697)
- John Douglas-Hamilton, 1. Earl of Ruglen, 3. Earl of Selkirk (1664–1744)
- Anne Hamilton, 2. Countess of Ruglen (1698–1748)
- William Douglas, 3. Earl of March, 3. Earl of Ruglen, 5. Marquess of Queensberry, 4. Duke of Queensberry (1725–1810)